# Azolla
Azolla és un gènere de falgueres de la família Salviniaceae (abans classificat dins la seva pròpia família (Azollaceae).
La seva morfologia és molt especialitzada, ja que són de mida molt menuda i no s'assemblen a les falgueres convencionals.
Comprèn set espècies de falgueres aquàtiques i una planta d'aquest gènere podria haver desencadenat el refredament global que portà a les glaciacions del Plistocè.
Totes les espècies d'aquest gènere estan catalogades com a exòtiques invasores arreu del territori espanyol. Entre altres, això implica que està prohibit comercialitzar-la i introduir-la al medi natural. Tampoc es poden reintroduir exemplars que hagin estat extrets de la natura.

## Taxonomia
- Azolla caroliniana Willd. - falguera d'aigua[3]
- Azolla filiculoides Lam.
- Azolla japonica Franch. & Sav.
- Azolla mexicana Presl
- Azolla microphylla Kaulf.
- Azolla nilotica Decne. ex Mett.
- Azolla pinnata R.Br.

## Ecologia
Azolla sura en la superfície de l'aigua gràcies a nombroses i petites fulletes i té les arrels penjades en l'aigua. Formen una relació simbiòtica amb un cianobacteri (Anabaena azollae), que fa la fixació de nitrogen atmosfèric que nodreix la planta. Per això Azolla pot colonitzar ràpidament grans superfícies d'aigua. El fòsfor aleshores esdevé l'element limitant pel creixement però en condicions d'eutrofització hi ha una explosió vegetativa.
Es fa servir aquesta planta com a fertilitzant especialment a l'Àsia en el conreu de l'arròs.
Tanmateix la planta es comporta també com una important mala herba tot i que no suporta les glaçades. La legislació de l'estat considera les espècies del gènere Azolla com a espècies exòtiques invasores.

## Reproducció

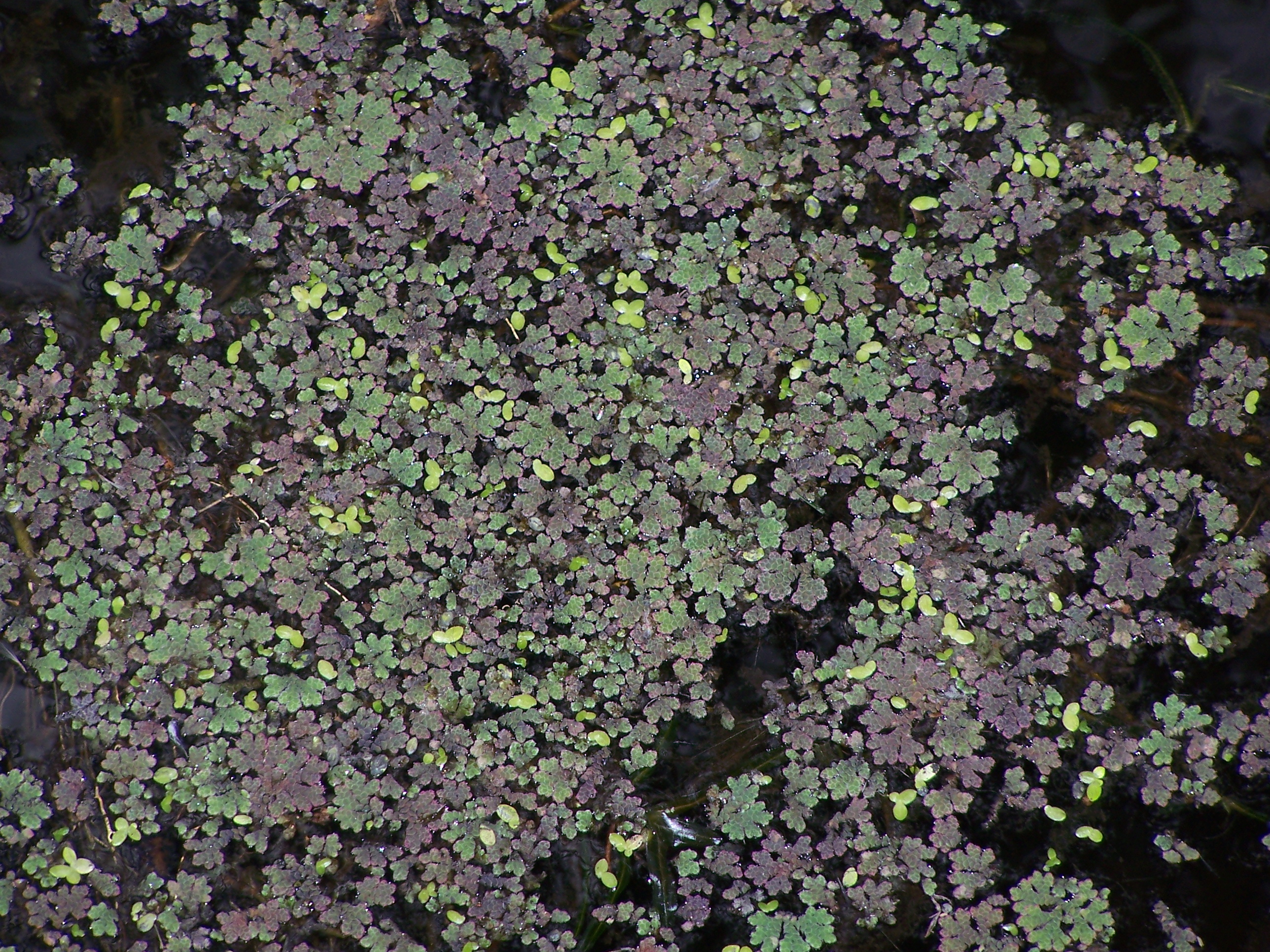
Azolla en el riu Canning a Austràlia

Azolla es reprodueix sexualment i asexualment per divisió. Produeix (al contrari de la majoria de les falgueres) dues menes d'espores.

## Ús com aliment
Es fa servir com a farratge per al bestiar.

## Paleontologia climàtica

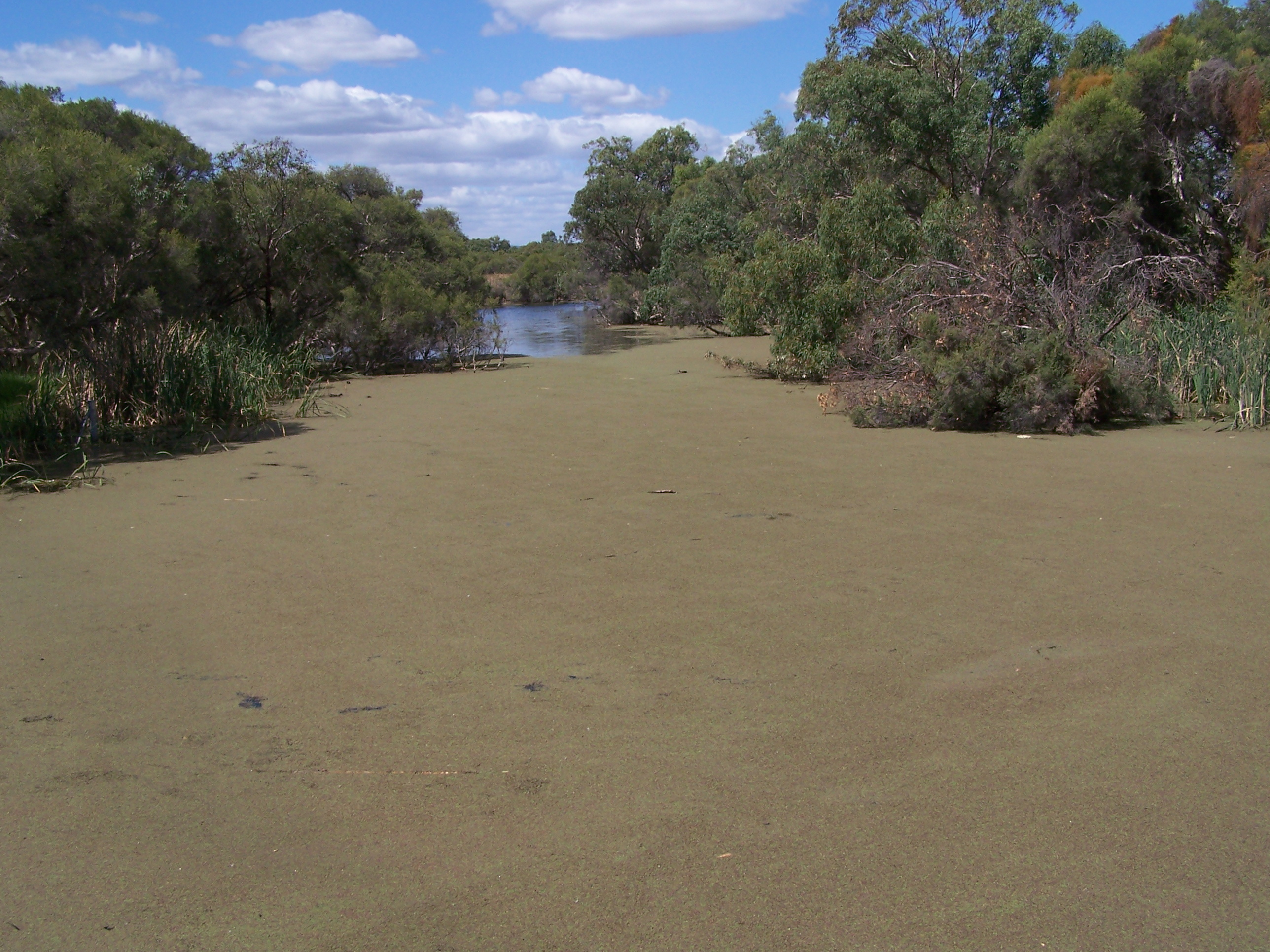
Azolla cobrint el riu Canning

Els estudis de la climatologia àrtica mostren que Azolla hauria tingut un gran paper en contrarestar l'efecte hivernacle que va tenir lloc fa 55 milions d'anys i va portar a una glaciació.